# Popradzki Staw

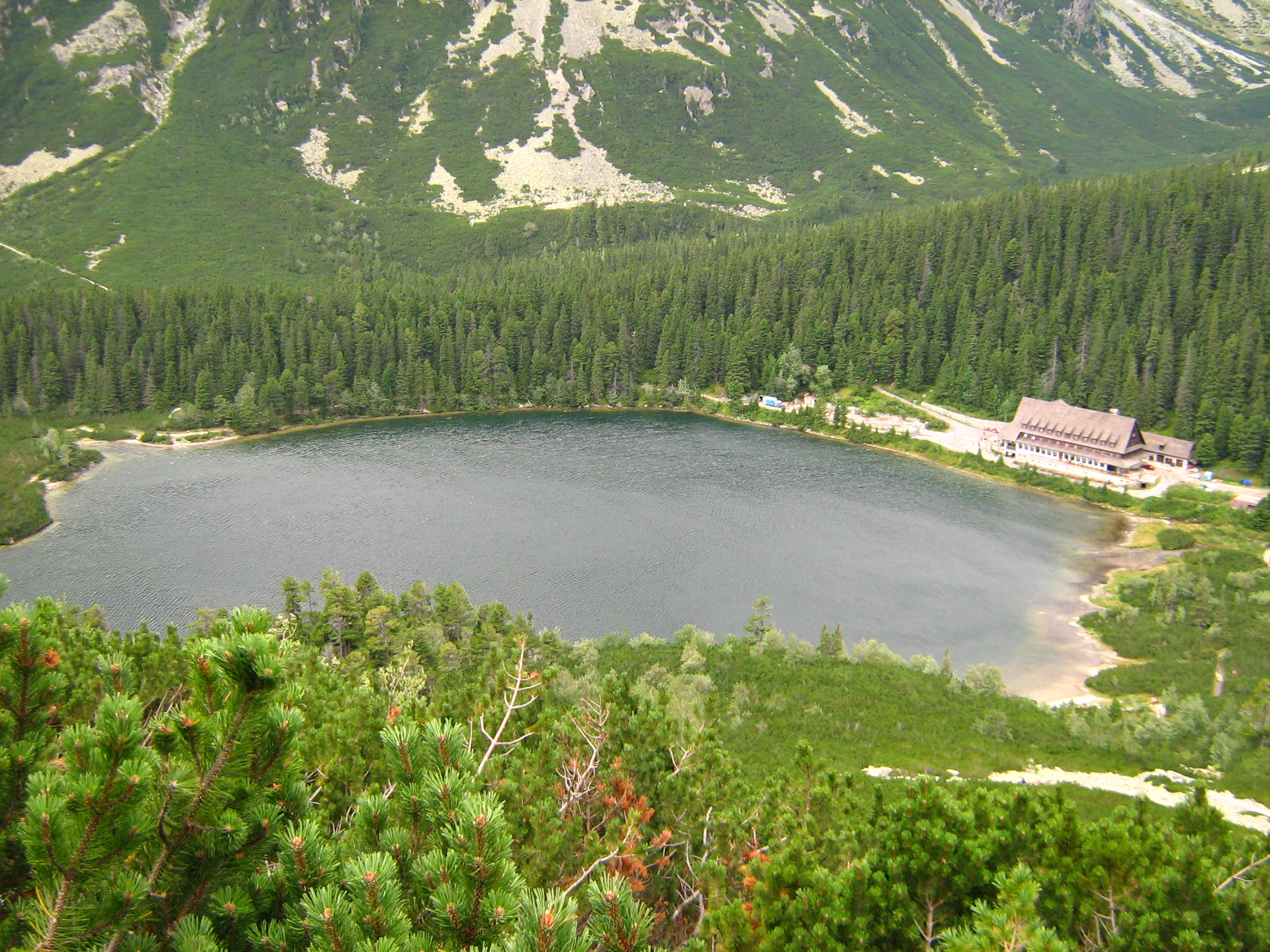
Popradzki Staw ze zbocza Osterwy

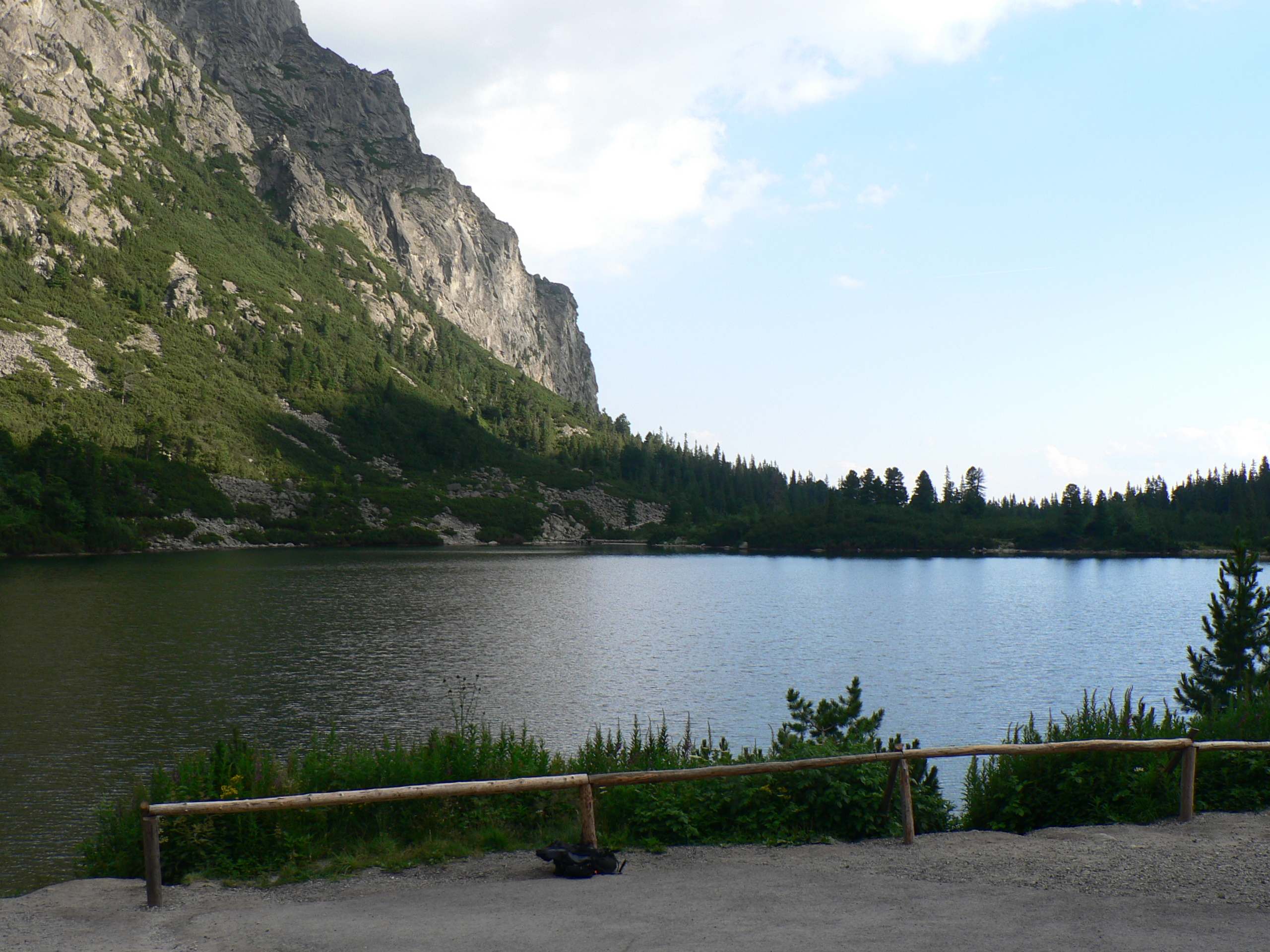
Popradzki Staw i zbocza Osterwy

Popradzki Staw (słow. Popradské pleso, dawniej Rybi Staw, Mały Rybi Staw) – staw tatrzański, znajdujący się w dolnej części Doliny Złomisk, odnogi Doliny Mięguszowieckiej w słowackich Tatrach Wysokich.

## Charakterystyka
Staw leży w kotlinie powstałej na bazie misy glacjalno-erozyjnej na wysokości 1494,3 m n.p.m., ma 6,26 ha powierzchni i 16,6 m głębokości (według pomiaru z 1927) lub odpowiednio 6,88 ha i 17,6 m (według pomiarów z lat 1961–1966). Woda ma żółto-zielony kolor i jest jak na tatrzańskie stawy mało przezroczysta (5,7 m według pomiarów Ludomira Sawickiego z 1909), bowiem dzięki południowej wystawie staw ma bogatszy plankton niż leżące o 100 m niżej Morskie Oko. Jest jednym z nielicznych, w których naturalnie występują ryby (pstrąg potokowy).
Temperatura wód powierzchniowych nie przekracza 16 °C. Staw pokrywa się lodem przeciętnie 11 listopada, lód topnieje 21 maja.
Od wschodu do jeziora wpada spływający Doliną Złomisk Zmarzły Potok, a wypływa w kierunku południowym potok Krupa. Nad stawem górują szczyty Osterwy (od wschodu), Popradzka Grań (od północy) oraz Grań Baszt (od zachodu). Okolice Popradzkiego Stawu są ściśle chronione – rezerwat „Dolina Mięguszowiecka” (Rezervácia Mengusovská dolina).

## Historia
Na pólku narciarskim przy Popradzkim Stawie 20 stycznia 1974 o godz. 10:40 zdarzyła się największa do owego czasu katastrofa lawinowa w Tatrach. Żlebem spod Przełęczy nad Skokiem zeszła potężna lawina, która, przewaliwszy się przez Mięguszowiecki Potok, wdarła 140 m na przeciwległy stok, wspinając się z rozpędu 44 m w górę. Na stoku trenowali z instruktorem uczestnicy kursu narciarskiego ze słowackiego Technikum Budowlanego. Lawina przysypała 24 z nich. Dzięki błyskawicznej akcji ratunkowej (było to 400 m od schroniska nad Popradzkim Stawem) udało się odgrzebać spod śniegu 11 płycej przywalonych. W ciągu następnych kilku dni liczne zespoły ratunkowe (z pomocą przyszło również wojsko) odgrzebały ciała 10 uczestników kursu; wśród nich nauczyciela z 12-letnim synem. Pies wskazał miejsce, w którym po 5 godzinach od zejścia lawiny wydobyto żywego 18-latka przywalonego metrową warstwą śniegu. Ciała dwóch uczniów udało się znaleźć dopiero po roztopach.

## Turystyka
Nad brzegiem jeziora stoją schronisko nad Popradzkim Stawem oraz Schronisko Majlátha. Wczesną jesienią odbywają się co roku nad stawem obchody święta THS, z tej okazji na zboczach Osterwy odbywają się pokazy umiejętności ratowników.
Wokół jeziora prowadzi ścieżka turystyczna o długości 1,3 km. Prowadzi ona również do Tatrzańskiego Cmentarza Symbolicznego pod Osterwą.
Do Popradzkiego Stawu dozwolony jest dojazd rowerem drogą dojazdową do schroniska od Drogi Wolności.

### Szlaki
Przy schronisku znajduje się węzeł szlaków turystycznych:
  Magistrala Tatrzańska – ze Szczyrbskiego Jeziora nad Popradzki Staw, dalej przez Przełęcz pod Osterwą do Batyżowieckiego Stawu.
- Czas przejścia ze Szczyrbskiego Jeziora nad staw: 1:15 h, ↓ 1:05 h
- Czas przejścia znad stawu na Przełęcz pod Osterwą: 1 h, ↓ 45 min

    – zielony ze Szczyrbskiego Jeziora, odchodzący od czerwonego po 30 min. Czas przejścia całej trasy: 1:15 h, ↓ 1:05 h
  – od stacji kolei elektrycznej Popradské pleso nad Popradzki Staw i dalej w górę Doliny Mięguszowieckiej do rozwidlenia ze szlakiem czerwonym na Rysy.
- Czas przejścia od stacji do stawu: 1 h, ↓ 35 min
- Czas przejścia znad stawu do szlaku czerwonego: 30 min w obie strony

  – do Tatrzańskiego Cmentarza Symbolicznego, stamtąd w dół do szlaku niebieskiego w Dolinie Mięguszowieckiej. Czas przejścia: 45 min w obie strony
Szlaki czerwony i żółty są otwarte tylko w sezonie letnim (16 czerwca – 31 października).